# Beethoven Haus
Beethoven Haus o Beethoven-Haus (Casa Beethoven) es un lugar conmemorativo, museo e institución cultural dedicado al compositor Ludwig van Beethoven. Fue fundado en 1889 por la asociación Beethoven-Haus y tiene su sede en la ciudad alemana de Bonn.
El elemento clave de la Beethoven-Haus es la casa natal del compositor, en la Bonngasse 20. Este edificio alberga el museo. Los edificios vecinos (Bonngasse 18 y 24 a 26) albergan el Archivo Beethoven, un centro de investigación compuesto por una colección, una biblioteca y editorial, y una sala de música de cámara. Aquí, melómanos y expertos de todo el mundo pueden reunirse y compartir sus ideas. Está financiada por la asociación homónima y mediante fondos públicos.

## Museo
El museo se inauguró el 10 de mayo de 1893 durante el segundo festival de música de cámara. Se amplió varias veces. Hoy alberga la mayor colección de Beethoven del mundo.

### El edificio
El museo incluye dos edificios que antes estaban separados: el edificio delantero y el anexo hacia el jardín donde el compositor pasó los primeros años de su vida. Al montar los edificios como museo, se conectaron entre sí. Las habitaciones con techos bajos, las escaleras chirriantes del edificio trasero y los suelos de madera del edificio protegido del siglo XVIII transmiten una impresión de las condiciones de vida de la época.

### Exposición permanente

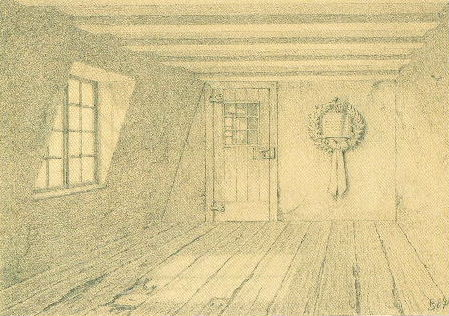
Habitación donde nació Beethoven (Reiner Beißel, dibujo 1889).

El núcleo de la exposición es la llamada "sala del nacimiento", el presunto dormitorio de los padres, que en comparación con el antiguo diseño presenta un carácter nuevo y más moderno. Se permite a los visitantes entrar en la habitación, equipada con un gran espejo. En el espejo hay láminas de Beethoven que crean una atmósfera sensible y poética que permite al visitante sentirse unido al músico. 
En la parte trasera del museo se encuentra la vivienda original de la familia Beethoven. También fue renovada y rediseñada. En la actualidad un diorama en la planta baja aclara la distancia y la ubicación entre el centro de la ciudad de Bonn, el Bonner Münster, el castillo electoral, la plaza del mercado y la Bonngasse. En la segunda planta, los visitantes tienen la oportunidad de experimentar y escuchar cinco importantes obras tempranas de Beethoven en una sala de sonido.
En el siglo XX la exposición permanente se renovó varias veces. El concepto original se centraba en una reconstrucción de la casa y en la exhibición de gran cantidad de objetos. Cuando las salas y la exposición se renovaron y actualizaron por última vez en 1995/96, la idea era ofrecer a los visitantes la oportunidad de experimentar un retroceso en el tiempo al contemplar los 150 objetos expuestos de la colección propia de la Beethoven Haus. Retratos, manuscritos, partituras, instrumentos y objetos de la vida cotidiana dan una idea de la vida y la obra de Beethoven. Con motivo del 250 aniversario de Beethoven en 2020, la exposición fue ampliada y renovada. Inaugurada el 17 de diciembre de 2019, el diseño del estudio de arquitectos Holzer Kobler y Studio TheGreenEyl y Lichtvision Design ofreció a los visitantes una forma totalmente actualizada de la exposición permanente. Reorganizaron la exposición y sustituyeron la estructura cronológica por una temática. Las instalaciones multimedia complementaron los objetos expuestos y la propia casa se convirtió en una pieza de exposición a través de la elección del color y de las propias piezas de exposición que se escogieron sabiamente para cada sala.

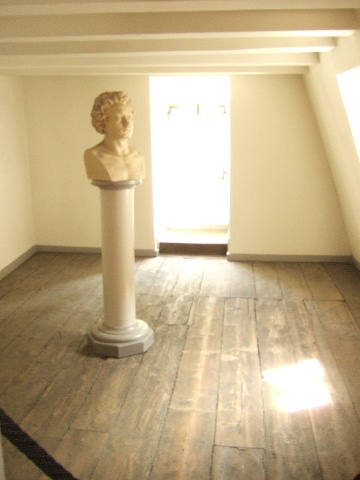
Habitación hasta 2019 con el busto yeso fundido de Beethoven (Josef Danhauser 1827).

Forman parte de la exposición permanente, por ejemplo, la inscripción de bautismo en el registro de San Remigio, el cartel que anunciaba la primera actuación pública de Beethoven en Colonia en 1778, la primera composición impresa de 1783 así como un retrato del abuelo del maestro alemán. Cuadros de sus mecenas, el Elector Maximiliano Friedrich von Königsegg-Rothenfels y el Elector Maximiliano Francisco de Austria, así como su viola oficial ilustran la actividad de Beethoven como miembro de la orquesta de la corte de Bonn. La sala que conecta los edificios muestra la histórica consola del órgano que antaño se encontraba en la iglesia de San Remigio (antigua iglesia Minoriten) y que Beethoven tocaba regularmente desde que tenía diez años. La consola se donó a la Beethoven-Haus cuando se reconstruyó la iglesia en 1904. A diferencia del órgano al que pertenecía, la consola sobrevivió a la Segunda Guerra Mundial. Siluetas y retratos de la familia von Breuning, tarjetas de felicitación al compositor de Eleonore von Breuning, fotografías de Franz Gerhard Wegeler y Christian Gottlob Neefe representan a algunas de las personas más influyentes en el desarrollo personal y la educación musical del músico. El traslado a Viena está representado por la famosa anotación del conde Ferdinand Ernst von Waldstein en el registro de Beethoven, en la que le desea "el espíritu de Mozart de manos de Haydn" al tomar clases con Haydn en Viena. (El registro original se encuentra en Viena).
Doce salas de exposición ilustran los primeros años de Beethoven como pianista y compositor, así como sus composiciones maestras. Se exponen retratos de los que fueron sus maestros Joseph Haydn, Johann Georg Albrechtsberger y Antonio Salieri. También se pueden ver los instrumentos de cuarteto de cuerda proporcionados por el príncipe Carl von Lichnowsky, su mecenas durante los primeros años en Viena (en préstamo permanente del Instituto Estatal de Investigación Musical, Patrimonio Cultural Prusiano de Berlín), el último instrumento de Beethoven, el pianoforte de Conrad Graf y ediciones de composiciones seleccionadas. Retratos del compositor en distintas etapas de su vida, el famoso busto del escultor vienés Franz Klein (1779-1840), la litografía de Josef Danhauser "Beethoven en su lecho de muerte" y la máscara mortuoria ofrecen una impresión del aspecto del músico. La acuarela de Franz Xaver Stöber que representa el cortejo fúnebre del 29 de marzo de 1827 muestra hasta qué punto Beethoven era reconocido y venerado incluso en vida. Los problemas auditivos del maestro están documentados por las trompetillas de oído expuestas y un cuaderno de conversación, es decir, un cuaderno en el que los interlocutores del compositor escribían lo que tenían que decir. Cartas, notas, diversos instrumentos musicales contemporáneos y objetos de la vida cotidiana dan una idea de Beethoven como ser humano, de su vida cotidiana aún con su handycap, sus relaciones y su estilo de vida.

### Cámara del tesoro y sala de música
En el sótano del edificio vecino se ha instalado una "Schatzkammer" o cámara del tesoro, en la que se exhiben piezas originales y especiales de la colección en su forma original y en condiciones óptimas de conservación y musealización. Sobre esta cámara se ha habilitado una sala de música para conciertos de pequeño formato en los que se pueden escuchar los instrumentos históricos de la época del compositor.

### Jardín
En el jardín del museo está expuesta una colección de bustos de Beethoven, mayoritariamente realizados en los inicios del siglo XX.

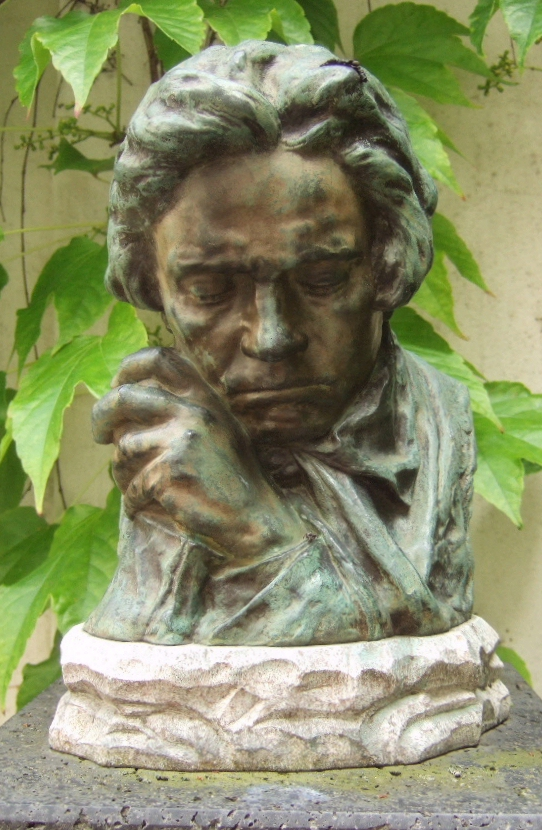
Pierre-Felix Masseau (1902)
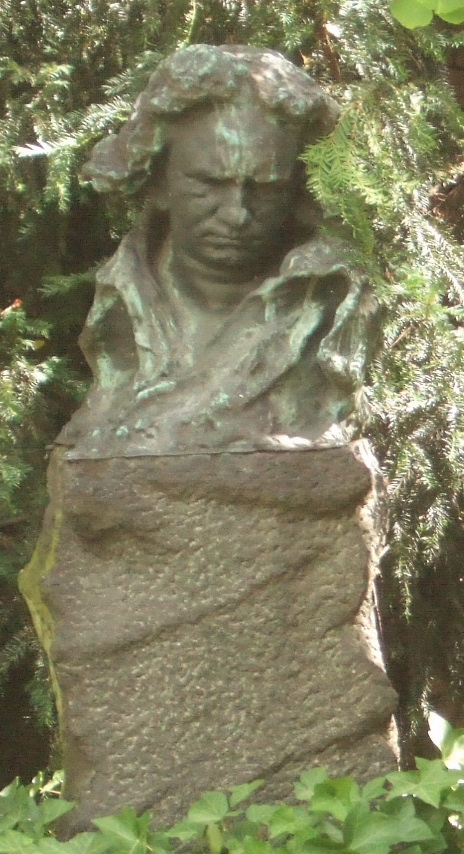
Naoum Aronson (1905)
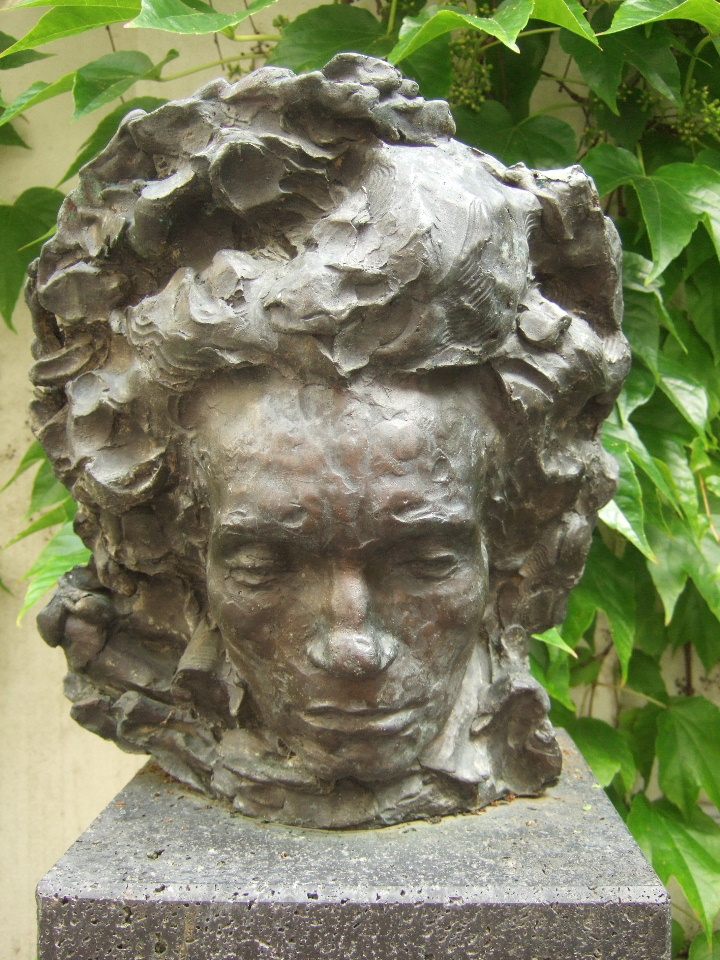
Fernando Cian (primer trimestre del S. XX)
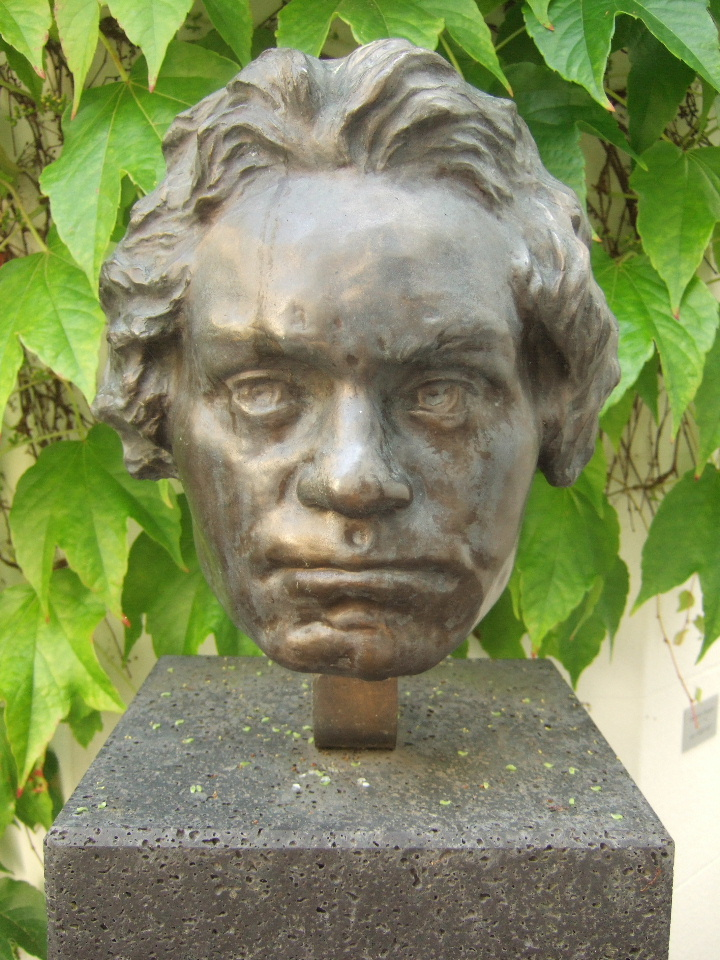
Wilhelm Hüsgen (1927-1929)
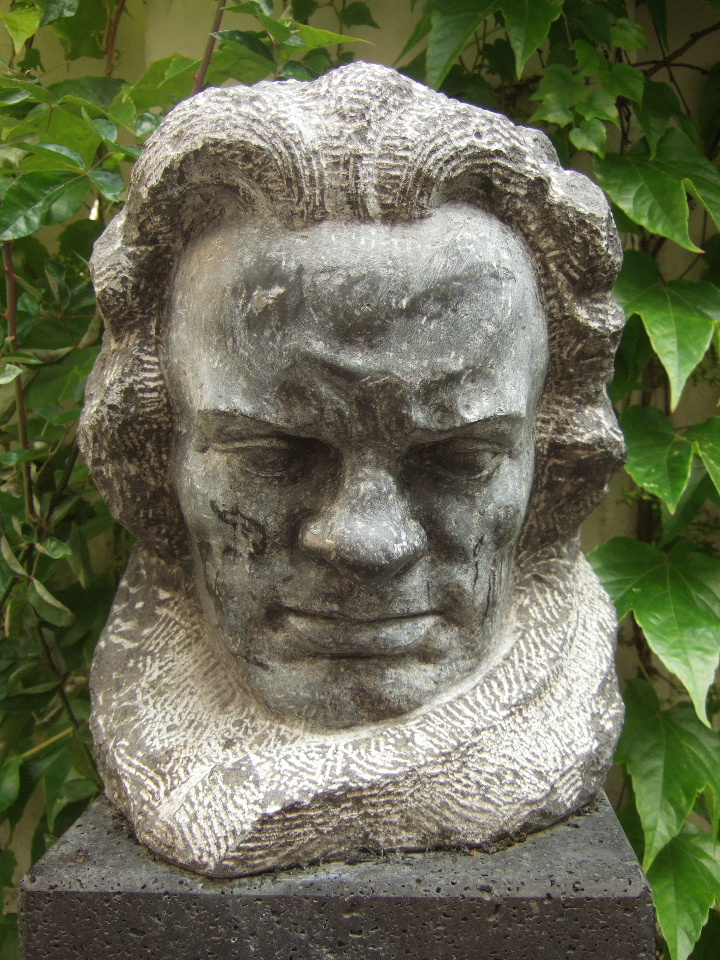
Eduard Merz (1945-1946)
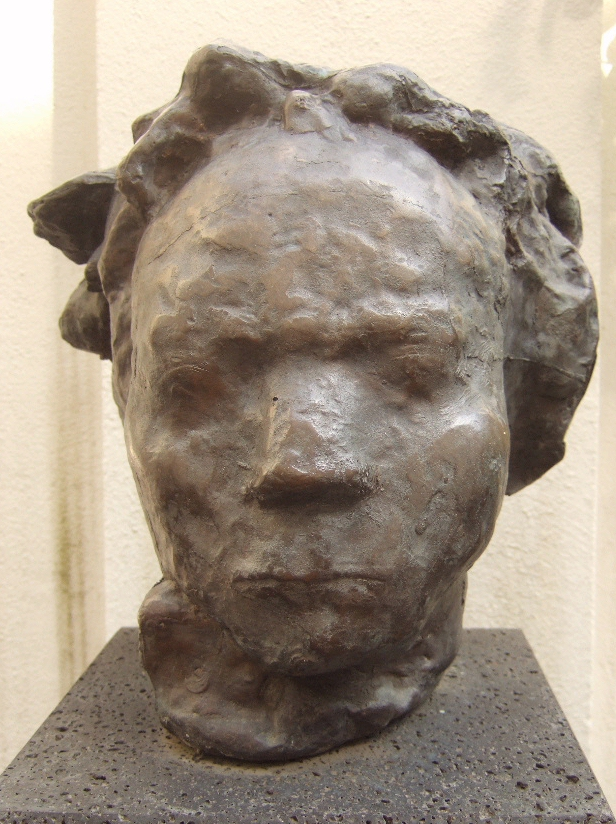
Lewon Konstantinowitsch Lasarew (1981)

## Archivo Beethoven
El Archivo Beethoven o Beethoven-Archiv forma parte de esta institución. Fue fundado el 26 de marzo de 1927, con motivo del centenario de la muerte del compositor, por el musicólogo Ludwig Schiedermair, que fue su primer director y ocupó el cargo hasta 1945. 
Es el instituto de investigación de la Beethoven-Haus y publica las investigaciones y trabajos realizados sobre la vida y obra del compositor. Acoge la mayor colección en el mundo de documentos y objetos materiales de Beethoven.
En 2009 adquirió el manuscrito original de las Variaciones Diabelli Op.120 de Beethoven. Actualmente, una versión digitalizada de esta obra está disponible en la página web del museo.